# San Benito (Surigao del Norte)
San Benito è una municipalità di quinta classe delle Filippine, situata nella Provincia di Surigao del Norte, nella Regione di Caraga.
San Benito è formata da 6 baranggay:
- Bongdo
- Maribojoc
- Nuevo Campo
- San Juan
- Santa Cruz (Pob.)
- Talisay (Pob.)